# 関口憲一
関口 憲一（せきぐち けんいち、1949年3月14日 - ）は、日本の経営者。明治安田生命保険会長を務めた。

## 来歴・人物
群馬県出身。1972年に東京大学文学部を卒業し、同年に安田生命保険に入社した。1994年7月に取締役に就任し、2001年4月に常務を経て、2002年4月に安田ライフダイレクト損保社長に就任し、2004年1月に明治安田生命保険常務を経て、2005年12月に会長に就任。2013年7月に特別顧問に就任。